# 穿越球場
《穿越球場》，原名《CROSS OVER》是瀨尾公治創作的日本漫畫作品。

## 故事簡介
描寫绪方夏树加入籃球表現不起眼球隊後，整個球隊的轉變。

## 登場人物

### 聖瑪莉安奴高中
聖瑪莉安奴高中以啦啦隊著稱的學校，篮球隊原來的水準並不高。
绪方夏树
號碼6號。159公分，48公斤。本作的主角。一年級篮球隊球員，位置為小前鋒。虽然个子矮小不擅長防守，但是擁有過人的速度和體力。
片山英二
號碼7號。176公分，66公斤。一年級篮球隊球員，原來是主打控球後衛。因為球隊普遍不高而擔任中鋒。常常和別人相撞，而有衝撞狂之稱。
東出幸一
號碼4號。170公分，56公斤。三年級篮球隊隊長。位置為得分後衛。負責偵查情報、擬訂戰術，並訓練兩位較沒有籃球經驗的新人難波和梅田。
中島聰志
號碼5號。175公分，69公斤。三年級，位置為大前鋒。
難波一司
號碼8號。169公分，58公斤。一年級篮球隊新人。
梅田真
號碼9號。168公分，53公斤。一年級篮球隊新人。
橘水希
二年級，篮球隊經理。擅長料理，常製作點心慰勞隊員。
克里斯多福·耐特
號碼10號。片山的朋友，被片山強迫加入籃球隊。

### 聖瑪莉安奴高中啦啦隊
上杉涼子
個性沉默的啦啦隊長。
柴田美紀
啦啦隊主要成員，當比賽緊張時會抱住步。
亞理
啦啦隊成員，混血兒。擅於社交。
朝倉萌
害羞的啦啦隊員，暗戀夏樹。
步
啦啦隊成員。比賽緊張時會被美紀抱住。

### 藤原學院
藤原學院為擁有區域賽134連勝的籃球名校。
紀藤教練
一位要求嚴格的鐵血教練。
吉川恭一
號碼4號。183公分，71公斤。三年級，藤原學院籃球隊隊長，位置為控球後衛。
奧山兼二郎
號碼5號。198公分，88公斤。三年級，以強力灌籃聞名的中鋒。
新井和树
號碼7號。位置為得分後衛，擅長跳投。
木村洋一
以搶籃板聞名的前鋒。
前田隼人
號碼10號。164公分，53公斤。一年級隊員，被紀藤教練視為控球後衛吉川的接班人，並且擁有和夏樹相同的速度和技巧。

### 其他角色
市長
區域賽的主辦人，藤原學院的忠實球迷。
天宮靜惠
市長的秘書。
真田
聖瑪莉安奴高中籃球隊集訓的指導人。
凱恩
亞理的弟弟，因為某件事討厭耐特。

## 出版書籍
| 卷數 | 講談社         | 講談社                 | 東立出版社     | 東立出版社         |
| 卷數 | 發售日期       | ISBN                   | 發售日期       | ISBN               |
| ---- | -------------- | ---------------------- | -------------- | ------------------ |
| 1    | 2002年10月17日 | ISBN 978-4-06-363159-3 | 2003年10月12日 | ISBN 986-11-3130-2 |
| 2    | 2002年11月15日 | ISBN 978-4-06-363197-5 | 2003年10月24日 | ISBN 986-11-3131-0 |
| 3    | 2003年1月17日  | ISBN 978-4-06-363197-5 | 2003年12月28日 | ISBN 986-11-3513-8 |
| 4    | 2003年3月17日  | ISBN 978-4-06-363220-0 | 2004年4月25日  | ISBN 986-11-3768-8 |
| 5    | 2003年5月16日  | ISBN 978-4-06-363275-0 | 2004年5月14日  | ISBN 986-11-3769-6 |
| 6    | 2003年8月12日  | ISBN 978-4-06-363237-8 | 2004年6月16日  | ISBN 986-11-4386-6 |
| 7    | 2003年10月17日 | ISBN 978-4-06-363301-6 | 2004年7月12日  | ISBN 986-11-4515-X |

## 外部連結
- 瀨尾偵探事務所（瀨尾公治官方網站）（日語）